# 太田 (新潟市)
太田（おおた）は、新潟県新潟市北区の町字。郵便番号は950-3313。

## 概要
1955年（昭和30年）から現在の大字。新発田川下流左岸に位置する。
旧葛塚町時代までは新発田街道(現県道26号)沿い・横井に隣接している字城山・笠柳に隣接している字松影で集落を形成している程度であったが、白新線が全通した旧豊栄町時代以降は葛塚に隣接している地域で集落が形成されたり、葛塚東小学校新設に伴う宅地造成などにより、新潟中央環状線の西側まで市街地化され、葛塚・嘉山の市街地と一体化された。
もとは太田古屋、太田上古屋の区域の一部。

### 隣接する町字
北から東回り順に、以下の町字と隣接する。
- 聖籠町藤寄
- 聖籠町大夫興野
- 新発田市佐々木
- 村新田
- 新発田市鳥穴
- 新発田市砂山
- 新鼻
- 前新田
- 嘉山(朝日町)
- 朝日町
- 嘉山(栄町)
- 葛塚
- かぶとやま
- 横井(月見町・法花鳥屋)
- かぶとやま
- 横井
- 笠柳

## 歴史

### 太田古屋
太田古屋（おおたごや）。1889年（明治22年）から1955年（昭和30年）までの大字。新発田川下流左岸に位置する。
もとは1881年（明治14年）から1889年（明治22年）まであった太田古屋村の区域の一部で、1881年（明治14年）に太田興野と太田興野新田の一部が合併して成立した。
1886年（明治19年）に太田興野、太田興野新田地先、太田上興野、太田上興野新田地先を合併。
太田興野（おおたごうや）
江戸時代から1886年（明治19年）の村名。新発田川下流左岸に位置する。
1730年（享保15年）に阿賀野川松ヶ崎開削翌年の阿賀野川松ヶ崎本流化により開発が始まり、1734年（享保19年）に検地を受けた。
はじめは黒山新田と称したが、1737年（元文2年）の再検地で太田興野に改称する。
太田興野新田（おおたごうやしんでん）
江戸時代から1881年（明治14年）の新田名。新発田川下流左岸に位置する。
宝暦年間頃から鉢崎村の山本丈右衛門が開発。
太田興野新田地先（おおたごうやしんでんちさき）
1868年（明治元年）から1882年（明治15年）の村名。新発田川下流左岸に位置する。
幕末に開発され、1868年（明治元年）に成立したとされる。
太田上興野（おおたかみごうや）
江戸時代から1886年（明治19年）の村名。新発田川下流左岸に位置する。
1730年（享保15年）に阿賀野川松ヶ崎開削翌年の阿賀野川松ヶ崎本流化により開発が始まり、1734年（享保19年）に検地を受けた。
はじめは城掛新田と称したが、1737年（元文2年）の再検地で太田上興野に改称する。
1881年（明治14年）に旧新発田藩領が太田上古屋村の一部となり、1886年（明治19年）に残りが太田古屋村の一部となる。
太田上興野新田地先（おおたかみごうやしんでんちさき）
1868年（明治元年）から1882年（明治15年）の村名。新発田川下流左岸に位置する。
幕末に開発され、1868年（明治元年）に成立したとされる。

### 太田上古屋
太田上古屋（おおたかみごや）。1889年（明治22年）から1955年（昭和30年）までの大字。新発田川下流左岸に位置するに位置する。
もとは1881年（明治14年）から1889年（明治22年）まであった太田上古屋村の区域の一部で、1881年（明治14年）に太田上興野の一部と太田上興野新田が合併して成立した。
太田上興野新田（おおたかみごうやしんでん）
江戸時代から1881年（明治14年）の新田名。新発田川下流左岸に位置するに位置する。
江戸時代後期の開発とされる。

### 分立した町字
1889年（明治22年）以後に、以下の町字が分立。
朝日町（あさひまち）
1978年（昭和53年）に太田字法花鳥屋から分立した町字。
位置は法花鳥屋集落の南側、新潟中央環状線･県道264号･メタセコイア通りの内側。
かぶとやま
2006年（平成18年）に太田字城山から分立した町字。

### 年表
- 1889年（明治22年）4月1日 : 合併により太田古屋と太田上古屋が太田古屋村の大字となる。
- 1901年（明治34年）11月1日 : 合併により太田古屋と太田上古屋が葛塚町の大字となる。
- 1955年（昭和30年） : 太田古屋と太田上古屋が統合され、太田となる。
- 1970年（昭和45年）11月1日 : 市制の施行により豊栄市の大字となる。
- 2005年（平成17年）3月21日 : 合併により新潟市の大字となる。
- 2007年（平成19年）4月1日 : 新潟市の政令指定都市移行により、北区の大字となる。

## 世帯数と人口
2018年（平成30年）1月31日現在の世帯数と人口は以下の通りである。
| 大字 | 世帯数    | 人口    |
| ---- | --------- | ------- |
| 太田 | 1,235世帯 | 3,582人 |

## 小・中学校の学区
市立小・中学校に通う場合、学区は以下の通りとなる。
| 番地 | 小学校               | 中学校             |
| ---- | -------------------- | ------------------ |
| 全域 | 新潟市立葛塚東小学校 | 新潟市立葛塚中学校 |

## 主な企業・施設
- 新潟市立葛塚中学校
- JA新潟市豊栄支店
- 葛塚ショッピングセンター
  - ウオロク葛塚店
  - ドラッグトップス葛塚店
- 東北電力　葛塚変電所
- セブン-イレブン豊栄太田店
- ファミリーマート豊栄太田店

## 交通

### 鉄道
東日本旅客鉄道在来線
- ■白新線
  - 黒山駅[注 1]

### 道路
県道
- 新潟県道26号新発田豊栄線
- 新潟県道46号新潟中央環状線
- 新潟県道55号新潟五泉間瀬線